# Douglas (Man)
Douglas (manx nyelven Doolish) Man sziget fővárosa és legnagyobb városa. Ez a sziget üzleti, pénzügyi, áruszállítási, hajózási és szabadidős központja.

## Földrajz
Douglas a sziget délkeleti részén, két folyó, a Dhoo és a Glass folyók összefolyásánál fekszik. Mindkét folyó átfolyik a rakparton, és a Douglas-öbölben futnak össze. A főváros egy völgyben fekszik, két oldalról (északnyugaton és délkeleten) hegyek szegélyezik.
A város körül számos kisebb város és falu fekszik, közülük a legismertebb az északra fekvő Onchan és a nyugatra elhelyezkedő Union Mills.

## Története
A város fejlődése legelőször a természetes kikötőhelyül szolgáló részen indult el, a mai Inner Harbourban. Azóta a város sokat terjeszkedett és fejlődött. A bimbózó Futó Kereskedelem (csempészés) 1670 és 1765 között sokat lendített a város fejlődésén. Később már mutatkoztak a versenyképes fejlődés jelei, amik közé tartozott az első időben az alacsony megélhetési költség és a törvényi szabályozás, mely jó helynek bizonyult Anglia adósai számra. Később, körülbelül az 1870-es évektől a mai napig üdülőparadicsom, manapság pedig az offshore pénzügyi szolgáltató cégek egyik kedvelt helye.
Douglas 1863 óta a sziget fővárosa. Ezt a címet előtte Castletown viselte, mely egy kisebb város a sziget déli oldalán.
A Tynwald, a sziget parlamentje mindig itt tartja üléseit, kivéve a Tynwald napját, mikor a Tynwald dombon, St John'sban van az ülés.
Az első és a második világháború alatt Douglas és a sziget más részei egyaránt a külföldi ellenségek nemzetközi táborának biztosítottak helyet. A sétány egy részét elkerítették és a vendégházakat használták ilyen célokra.
2011-ben Douglas volt a Fiatalok Nemzetközösségi játékának a helyszíne.

## Látványosságok

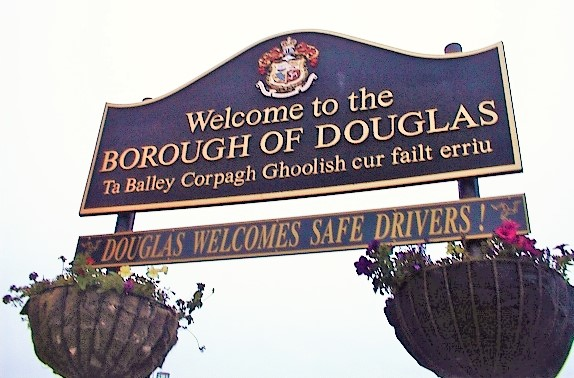
Douglas kétnyelvű táblával köszönti az úton ide érkezőket (angol és manx nyelven)

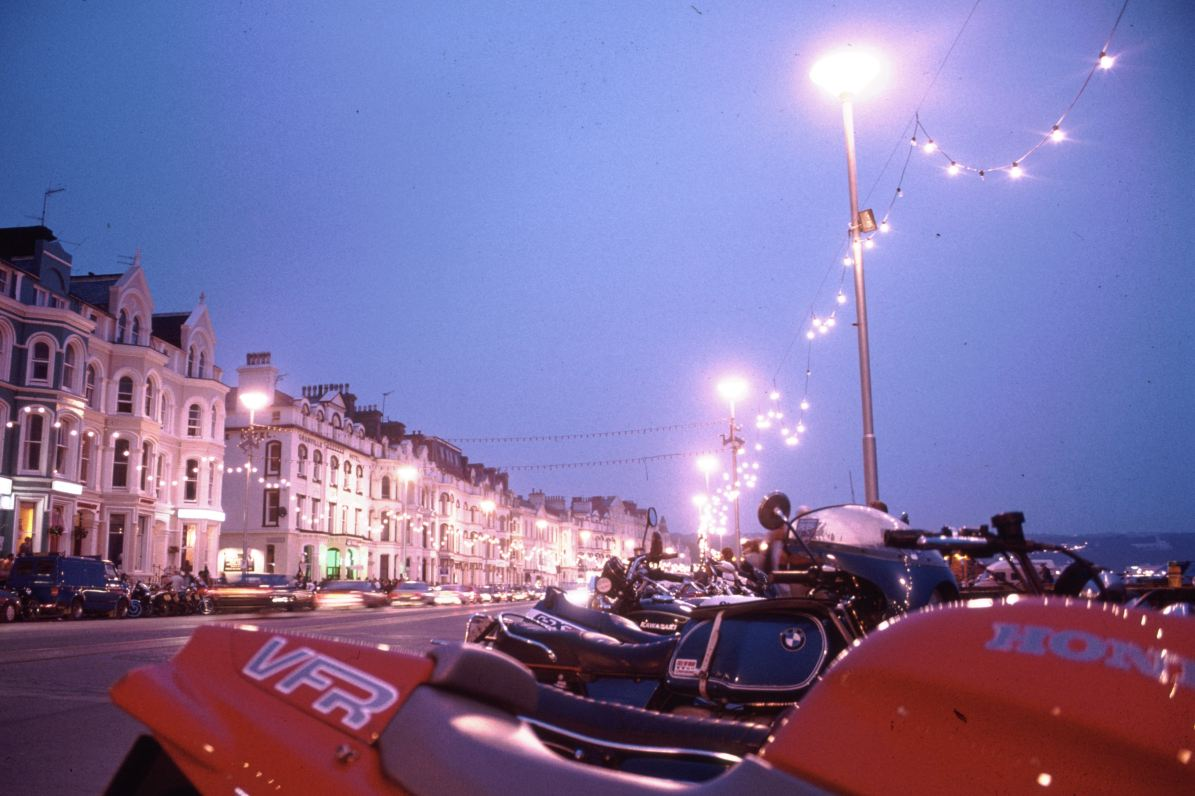
Douglas a Tourist Trophy ideje alatt

Douglas sok kisebb nevezetességnek a helyszíne:
- A Menedék Tornya egy kis vár, amit a Conister kövekre építettek a város öblében.
- A lóvontatta metró, mely a tengerparttól az elektromos vasút megállójáig viszi az utasokat tavasztól kora őszig.
- Gyakran látogatják a Gaiety Színház és a Villa Marina előadásait. Itt mindenféle színpadi műfaj megtalálható: a rockmusicaltől a vígjátékig, a drámától a balettig.
- A díjnyertes Mani Múzeum egy emlékmúzeum, mely a Man szigetén élő emberek kultúráját, művészetét őrzi meg és mutatja be a látogatóknak.
- Az egyéb érdekes építmények közé tartozik a La Locanda étterem a John Streeten és a Douglas Hotel, mindkettő a 18. század közepén épült, eredetileg kereskedőháznak. A Castle Mona egy exkluzív szálloda, melyet 1804-ben John Murrey, Athol 4. hercege építtetett. Érdemes egy sétát tenni az 1870-es években épült, nyaralókkal szegélyezett Loch sétányon.

## Demográfia
Douglas lakossága 2001-ben a népszámlálás adatai szerint 25 347 fő volt, ami a sziget lakosságának egyharmadát jelenti.